# 利克峰
54°27′S 3°23′E / 54.450°S 3.383°E
利克峰（德語：Lykketoppen），是南極洲的山峰，位於鮑威特島，處於諾維吉亞角以東2公里，海拔高度765米，在1898年由德國探險隊繪入地圖，由挪威的南極領地管轄。